# Dzmitryj Baha

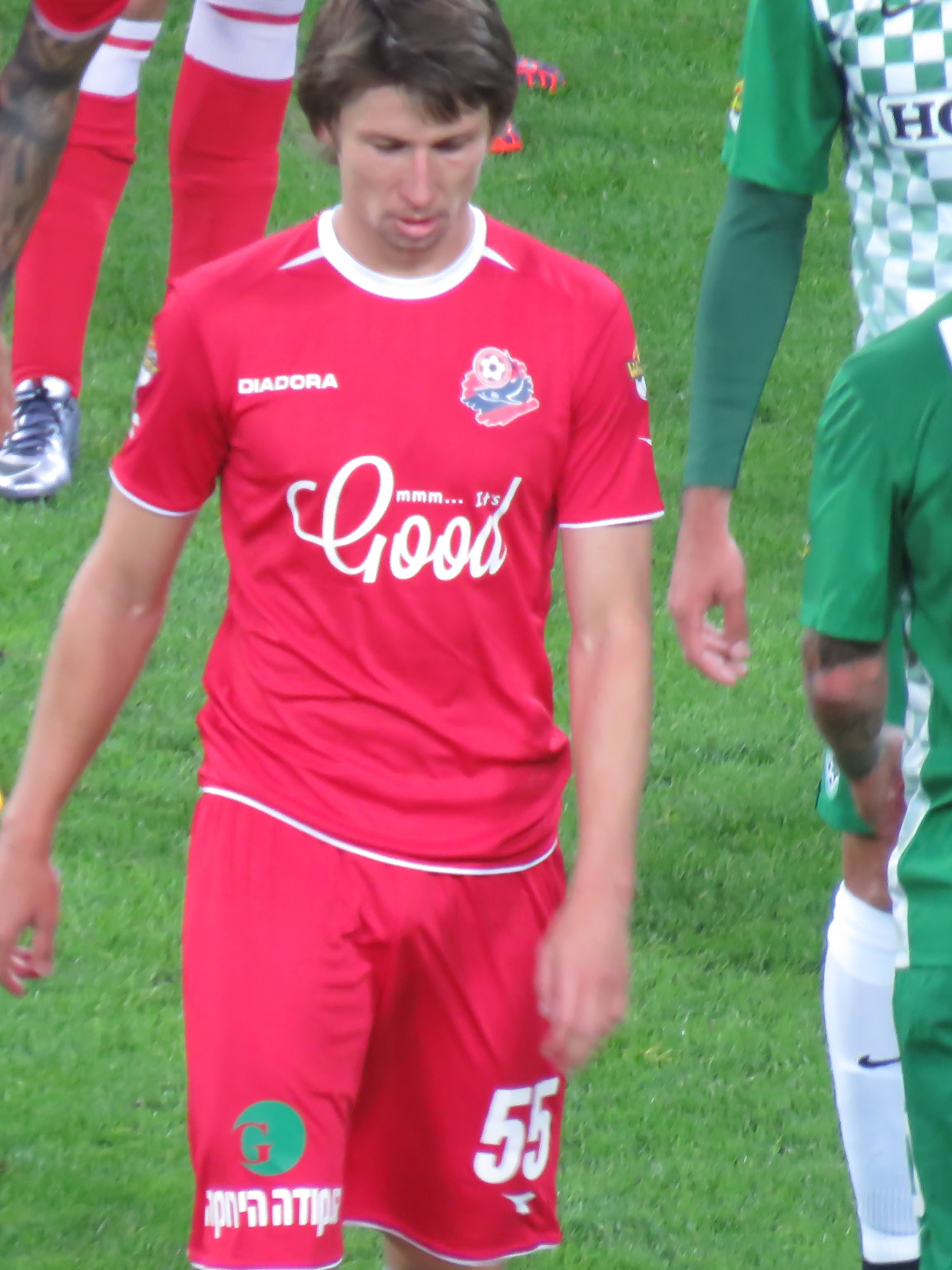
Dzmitryj Baha

Dzmitryj Anatolevitj Baha (belarusiska: Дзмі́трый Анато́левіч Ба́га, łacinka: Dzmitryj Anatolevič Baha; ryska: Дми́трий Анато́льевич Ба́га, Dmitrij Anatoljevitj Baga), född 4 januari 1990 I Minsk, Vitryska SSR i Sovjetunionen (nuvarande Vitryssland), är en vitrysk fotbollsspelare (central mittfältare) som spelar för den vitryska klubben Bate Borisov, från 2013 spelade han i vitryska landslaget.